# أكسيد الصوديوم
أكسيد الصوديوم هو مركب كيميائي له الصيغة Na2O، ويكون على شكل مسحوق أبيض شره جداً للرطوبة.

## الخواص
- يتبلور أكسيد الصوديوم بشبكة بلورية لها ترتيب معاكس للشبكة البلورية للفلوريت، أي أن الأنيونات والكاتيونات تتبادل مواقعها بحيث أن شوارد(أيونات) الأكسجين تأخد مكان شوارد الكالسيوم، وشوارد الصوديوم محل شوارد الفلور.
- يتفاعل أكسيد الصوديوم بشكل عنيف مع الماء، بحيث يتشكل لدينا هيدروكسيد الصوديوم

- يتفكك المركب بالتسخين فوق 400°س إلى بيروكسيد الصويوم ومعدن الصوديوم.

## التحضير
لا يتم الحصول على أكسيد الصوديوم نتيجة الأكسدة المباشرة لمعدن الصوديوم، لأننا نحصل بالتالي على بيروكسيد الصوديوم
إلا أنه بمعالجة بيروكسيد الصوديوم مع معدن الصوديوم نحصل على الأكسيد المطلوب

## الاستخدامات
- نتيجة شراهته الكبيرة للماء يستخدم أكسيد الصوديوم في تفاعلات البلمهة (نزع الماء) والتكاثف.